# 胡椿
胡椿（1470年—？年），字永齡，湖广武昌府武昌縣人，軍籍。

## 生平
治《詩經》，行一，由國子生中式辛酉科（1501年）湖廣鄉試第二十六名舉人，年三十九歲中式正德三年（1508年）戊辰科會試第一百八十八名，第三甲第二十名進士。授新昌县知县，升户部主事，转署员外郎。

## 家族
曾祖胡景。祖父胡尚哲。父胡淳。母王氏。具庆下，弟槐、枳、楠、槩、樸。